# Lycée Le Sacré-Cœur (Reims)
Pour les articles homonymes, voir Lycée Sacré-Cœur.
Le Sacré-Cœur de Reims est un ensemble scolaire qui comprend maternelle, école, collège, lycée d'enseignement général, une prépa-santé supérieur et un cycle préparatoire ECAM Lasalle. 
Situé au 86 rue Courlancy à Reims, il est plus connu sous le nom de "Pensionnat du Sacré-Coeur". Il fait partie de la congrégation des Frères des écoles chrétiennes, institut religieux voué à l'enseignement et à la formation des jeunes, en particulier des plus défavorisés, fondé par Jean-Baptiste de La Salle.

## Historique
C'est un pensionnat privé catholique démarrant de la maternelle jusqu'au Post-Bac. C'est le plus grand lycée de la région Champagne-Ardenne[réf. nécessaire]. D'une superficie d'environ 9 hectares, il dispose d'un grand nombre de facilités éducatives et sportives.
Il s'agit d'un collège et d'un lycée général, ne comportant aucune filière technologique ou professionnelle.
La direction de l’établissement a été longtemps confiée aux Frères des écoles chrétiennes avant de changer, en 1984, pour des personnes laïques. Le Frère Émile Noiret céda sa place à M. François Renard, marquant ainsi une ouverture vers une idéologie et un projet éducatif plus adaptés à la société actuelle.[réf. nécessaire] Aujourd'hui, le chef d'établissement coordinateur est M. Wilfried Marcheval.

## Les bâtiments

### Le pensionnat du Sacré-Cœur
Le bâtiment construit en 1884-85 pour les Frères des écoles chrétiennes, est de l'architecte Édouard Lamy.

### La chapelle du lycée du Sacré-Cœur

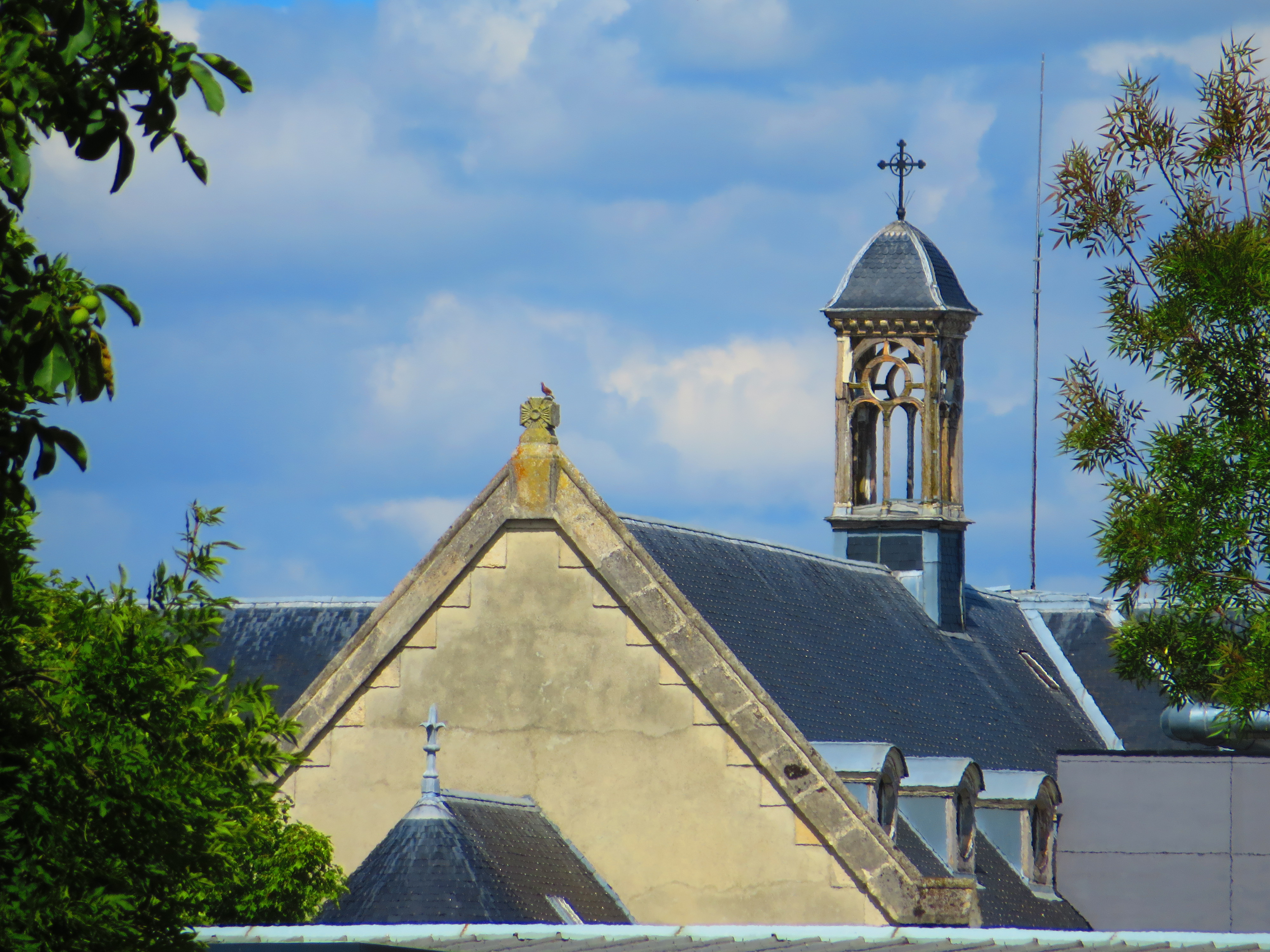
Chapelle du lycée du Sacré-Cœur.

### Monument commémoratif tous conflits
Un monument commémoratif tous les conflits, de l'architecte François Maille et du sculpteur Paul Fefevre.
Il porte la mention : « Pensionnat des Frères de Reims-Momignies - Professeurs et anciens élèves Morts pour la France ».

## Classement du Lycée
En 2022, le lycée se classe  1re sur 21 au niveau départemental quant à la qualité d'enseignement, et 20e au niveau national sur 22277. Le classement s'établit sur trois critères : le taux de réussite au bac, le taux d'accès au bac des secondes et le taux de mention au bac.